# Ronn Scorpion
La Ronn Scorpion est un prototype de supercar produit par la firme américaine Ronn Motor Company (en) (RMC) en 2008. Son moteur d'origine Acura est à alimentation hybride essence/hydrogène (principe d'enrichissement du carburant par hydrogène) avec un générateur d'hydrogène à partir d'un réservoir d'eau.
Les performances annoncées par le constructeur étaient pour le 0 à 100 km/h de 3,5 secondes, avec une vitesse maximale de 320 km/h, et cela en consommant supposément seulement 6 litres d'essence aux 100 km.
Ronn Motor n'a jamais produit d'autre véhicule et connait des difficultés financières depuis 2009.